# Bert Dhondt
Bert Dhondt, né le 26 août 1973 à Waregem, est un footballeur belge, qui évolue comme milieu de terrain. Après avoir joué onze saisons en division 1, il évolue depuis 
2007 au KSV Audenarde, un club de division 3.